# نیپون (هواگرد)
نیپون (به انگلیسی: Nippon (aircraft)) یک هواپیمای ساختِ کارخانهٔ میتسوبیشی در کشور ژاپن است.